# Vila urbană de pe str. Alexei Șciusev, 117 (Chișinău)
Vila urbană de pe str. Alexei Șciusev, 117 este o clădire amplasată pe str. A. Șciusev, 117 în Chișinău, Republica Moldova. Este un monument arhitectural de importanță națională inclus în Registrul monumentelor Republicii Moldova ocrotite de stat cu nr. 381 (municipiul Chișinău). Datează din anii 1930.